# Боярышник мягкий
Боярышник мягкий (лат. Crataegus mollis) — кустарник или небольшое дерево, вид рода Боярышник (Crataegus) семейства Розовые (Rosaceae).
Очень декоративный боярышник с густой тёмно-зелёной листвой, крупными цветками и плодами. Довольно широко распространен в культуре с 1683 года. 
|                                                   |
|                                                   |
|                                                   |
|                                                   |
| Сверху вниз: Почки, листья, цветки и зрелый плод. |

## Распространение и экология
В природе ареал вида охватывает Северную Америку — от юга Онтарио до Виргинии, Теннесси и Арканзаса, на запад до восточной части Дакоты, Небраски, Техаса и Канзаса.
Произрастает преимущественно на плодородных почвах в долинах.

## Ботаническое описание
Дерево высотой до 13 м, co стволом, достигающим в диаметре 45 см, в культуре нередко многоствольное. Ветви пепельно-серые до тёмно-серых, слегка блестящие, с очень узкими короткими продольными трещинами, горизонтально распростёртые, образуют широкую круглую симметричную крону; ветки голые, красно-коричневые; молодые побеги коленчатые, часто густо бело-мохнатые, реже тёмно-коричневые до красновато-бурых, блестящие, с короткими узкими продольными темноватыми трещинами, немногочисленными, несколько удлинёнными вдоль побега, тёмными или серебристыми чечевичками. Побеги и двухлетние ветки снабжены мощными, плотными, очень острыми, блестящими, тёмно-коричневыми или бурыми колючками, длиной 3—5 см, часто у основания колючек располагаются на укороченных побегах хорошо развитые почки. Сердцевина узкая, беловатая, окаймлена зеленоватым кольцом. Древесина зеленовато-жёлтая, очень крепкая, со слабозаметными сердцевинными лучами.
Безлиственные побеги оканчиваются одной почти шарообразной почкой диаметром до 4 мм. Вблизи основания конечной почки всегда располагается одна почка меньших размеров. Боковые почки также почти шарообразные, но меньших размеров, чем верхушечные, отстоящие, сидячие. Все почки покрыты 4—6 округлыми, выпуклыми, тёмно-красными, блестящими, плотными чешуйками, причём у некоторых из них края более светлые, отчего почки кажутся пёстрыми. Листья очерёдные, широкояйцевидные, с острой вершиной, округлым или несколько сердцевидным основанием и 4—5 парами неглубоких острых лопастей, грубо- и нередко двоякопильчатые, длиной 4—12 см, шириной 4—10 см; на длинных побегах более глубоко-лопастные. Молодые — тонкие, светло-зелёные, опушённые или снизу войлочные; позднее плотные, сверху тёмно-зелёные, несколько морщинистые, голые, снизу более бледные, осенью тёмно-коричнево-красные. Черешки длиной 2,5—3 см, прилистники длиной до 2,5 см, обычно лишь на длинных побегах. Листовой рубец очень узкий, с тремя слабозаметными следами сосудисто-волокнистых пучков. Срединный пучок несколько заметнее боковых.
Соцветия 10—15-цветковые, войлочно опушённые. Цветки диаметром 2—2,5 см, с белыми лепестками и железисто-пильчатыми узкими острыми чашелистиками; тычинок около 20, со светло-жёлтыми пыльниками; столбиков 4—5.
Плоды коротко-грушевидные или почти шаровидные, диаметром 18—25 мм, опушённые, шарлаховые, с крупными тёмными точками, с плотной мучнистой жёлтой съедобной мякотью и 4—5 косточками, длиной 6 мм.
Цветение в апреле — мае. Плодоношение в августе — сентябре.

## Таксономия
Вид Боярышник мягкий входит в род Боярышник (Crataegus) трибы Pyreae подсемейства Спирейные (Spiraeoideae) семейства Розовые (Rosaceae) порядка Розоцветные (Rosales).
|  |                                      |  |                                                              |                                                              |                   |  | ещё 8 семейств (согласно Системе APG III) | ещё 8 семейств (согласно Системе APG III)    |                                              |  |  |  | ещё 7 триб (согласно Системе APG III)         | ещё 7 триб (согласно Системе APG III)         |  |  |  |  | ещё от 200 до 300 видов | ещё от 200 до 300 видов |
|  |                                      |  |                                                              |                                                              |                   |  | ещё 8 семейств (согласно Системе APG III) | ещё 8 семейств (согласно Системе APG III)    |                                              |  |  |  | ещё 7 триб (согласно Системе APG III)         | ещё 7 триб (согласно Системе APG III)         |  |  |  |  | ещё от 200 до 300 видов | ещё от 200 до 300 видов |
|  |                                      |  |                                                              | порядок Розоцветные                                          |                   |  |                                           |                                              | подсемейство Спирейные                       |  |  |  |                                               | род Боярышник                                 |  |  |  |  |                         |                         |
|  |                                      |  |                                                              | порядок Розоцветные                                          |                   |  |                                           |                                              | подсемейство Спирейные                       |  |  |  |                                               | род Боярышник                                 |  |  |  |  |                         |                         |
|  | отдел Цветковые, или Покрытосеменные |  |                                                              |                                                              | семейство Розовые |  |                                           |                                              | триба Pyreae                                 |  |  |  | вид Боярышник мягкий                          |                                               |  |  |  |  |                         |                         |
|  | отдел Цветковые, или Покрытосеменные |  |                                                              |                                                              |                   |  |                                           |                                              |                                              |  |  |  |                                               |                                               |  |  |  |  |                         |                         |
|  |                                      |  | ещё 44 порядка цветковых растений (согласно Системе APG III) | ещё 44 порядка цветковых растений (согласно Системе APG III) |                   |  |                                           | ещё 8 подсемейств (согласно Системе APG III) | ещё 8 подсемейств (согласно Системе APG III) |  |  |  | ещё около 60 родов (согласно Системе APG III) | ещё около 60 родов (согласно Системе APG III) |  |  |  |  |                         |                         |
|  |                                      |  |                                                              | ещё 44 порядка цветковых растений (согласно Системе APG III) |                   |  |                                           |                                              | ещё 8 подсемейств (согласно Системе APG III) |  |  |  |                                               | ещё около 60 родов (согласно Системе APG III) |  |  |  |  |                         |                         |